# أكاليفا هيسبيدا
أكاليفا هيسبادا نبات الشنيل، (بالإنجليزية: Acalypha Hispida)‏
 تنمو هذه النباتات في جنوب شرق آسيا  هي شجيرة مزهرة تنتمي إلى عائللة الفوربينيات(فربيونية)، من فصيلة الأكاليفينات، وجنس أكاليفا، هذا الجنس هو رابع أكبر جنس من عائلة الفوربينيات ويحتوي على العديد من النباتات الأصلية في هاواي وأوقينوسيا.
النباتات الداخلية والخارجية، فهي تتميز بأوراق خضراء داكنة وكثيفة يصل طولها إلى 15 سم، كما أن لها نورات حمراء طويلة سنبلية الشكل أو هرمية متهدل متدلي يشبه ذيل القط، ويصل طول كل نورة من 25 إلى 50 سم، وتظهر هذه النورات في النباتات المؤنثة، فهي سريعة النمو نسبيًا، تتوافر طوال العام؛ مما يجعلها خيار مناسب لكثير من المواقع والأماكن، تزداد الأزهار والنورات كثافة في بداية فصل الصيف، فهي من الشجيرات السامة ومقاومة للحشرات على الرغم من أن بعض اليرقات تهاجمها.

## الأصل
نشأت النبتة في آسيا الإستوائية،في ماليزيا وبابوا،لكنه أصبح متجنسا للعديد من البلاد في أمريكا الشمالية، منها الولايات المتحدة الأمريكية، المكسيك، والبليز. من الناحية الزراعية هي منتشرة على نطاق واسع، كنبات منزلي بالتحديد.
غير أنه لا أحد يجزم بتحديد المكان الأصلي لها، وقد ذُكر أنها تنمو في إيريان الغربية وأندونيسيا وماليزيا وغينيا الجديدة
.

## الوصف

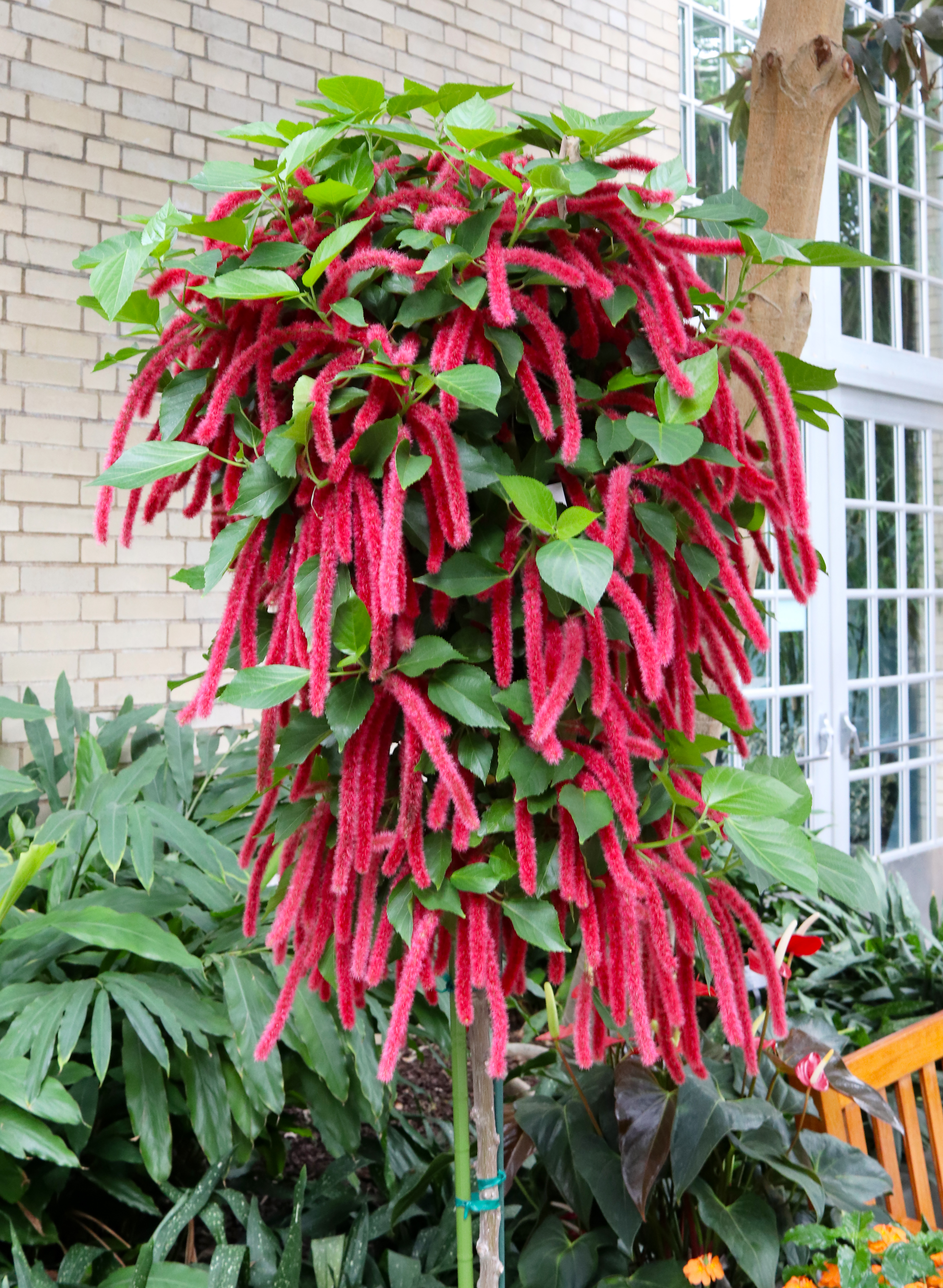
Chenille plant Acalypha hispida

تصل هذه النبتة إلى 5-12 قدم(1.5-3.7)م بالطول، و 3-6 (0.91-1.83)م بالعرض، مع أن نباتات الأصص هي الأصغر في النمو.أصبحت النبتة منزلية، بسبب طبيعتها ولون أزهارها. يمكن إنباتها بالبذور أو بطريقة التعقيل.يجب العناية بهذه النبتة، حيث أن كل أجزاء النبتة سامة في حال تم تناولها من قبل الحيوانات.
هذه النبتة أحادية، أي تملك نبات ذكري وأنثوي من نفس النوع، وتحمل النبتة الأنثوية حويصلات طولها 0.7 مم يتراوح لونها من البنفسجي إلى أحمر الفاتح وتنمو في مجموعات.ستنمو الحويصلات طوال العام طالما أن درجة الحرارة مناسبة.انها شجيرة منتصبة من السيقان الناعمة المزروعة بأزهارها الثمينة والصغيرة ذات اللون الأحمر الناري التي تتدلى في الصيف على الأشواك المتناثرة.الأوراق كبيرة، بيضاوية ومشرقة للنحاس المحمر.

## طرق العناية بنبات القط الأحمر
- تعيش هذه النباتات في الأجواء الرطبة؛ إذ لا تناسبها الأجواء الجافة.
- يمكن زراعتها من خلال البذور والأفرع.
- توضع في أماكن يتساوى الظل والشمس معًا.
- يسمد كل أسبوعين بسماد مخفف خلال فترة النمو.
- يفضل تقليمها في بداية الربيع.
- يركز الري خلال الصيف فهي تحتاج إلى الري المستمر عندما تكون معرضة للشمس بصورة مباشرة.
- يفضل إبعادها عن أمكنة التيارات الهوائية.
- يقبل الزراعة في الأصص.
- يمكن التحكم في أحجامها بواسطة التقليم المناسب.[2][5]